# Rhytidoponera violacea
Rhytidoponera violacea är en myrart som först beskrevs av Auguste-Henri Forel 1907.  Rhytidoponera violacea ingår i släktet Rhytidoponera och familjen myror. Inga underarter finns listade i Catalogue of Life.